# Омега (приборостроительный завод)
АО «Приборостроительный завод „Омега“» (каз. «„Омега“ прибор құру зауыты» АҚ) — основано как предприятие по выпуску продукции оборонного характера для нужд ВМФ СССР. Основная производственная деятельность компании была связана с проектированием и производством технологического оборудования.

## История завода
Строительство завода на северной окраине Уральска началось в декабре 1967 года, дирекцией строящегося завода руководил Арчил Константинович Масхулиа (01.05.1926-29.01.1997), участник Великой Отечественной войны. 
Первую продукцию завод выпустил в 1972 году, это были судовые переговорные устройства. На время строительства производственных корпусов завод  размещался в здании технического училища, созданного при нем.
В конце 1973 г. завод вошёл в состав Ленинградского научно-производственного объединения (ЛНПО) «Гранит» и начал изготавливать бортовую аппаратуру систем управления крылатыми ракетами. Специалисты и руководство ЛНПО во главе с генеральным директором В. В. Павловым сыграли большую роль в становлении завода.
С 1977 по 1991 гг. директором завода был Болат Гинаятович Молдашев (1935 — 19.06.2004).
В конце 80-x годов численность работающих на заводе превышала 5 тыс. человек.
Уделяя большое внимание социальной сфере, завод построил для своих работников и жителей города 16 жилых многоэтажек, четыре детских сада и школу.
В мае 1990 года из-за резкого сокращения финансирования оборонных расходов ЛНПО «Гранит» было ликвидировано.
В 1991 году завод вошёл в состав Министерства промышленности Республики Казахстан.
С 2003 г. завод начал выпуск фильтров для воды, действующих на молекулярном уровне.
В декабре 2003 года ОАО «Омега» перерегистрировано в Акционерное общество «Приборостроительный завод „Омега“» в составе АО «Национальная Компания «Казахстан Инжиниринг».
В начале апреля 2019 года 100% акций компании за 270 млн тенге выкупило ТОО «Уральский трансформаторный завод» для производства в цехах завода сухих транспорматоров, а аварийные и заброшенные части завода планировалось снести. 

## Деятельность
Основными видами деятельности АО «Приборостроительный завод „Омега“» являлись приборостроение и машиностроение.

## Известные люди
Киянский, Виктор Владимирович — профессор, доктор технических наук, депутат Верховного Совета Республики Казахстан 13-го созыва (1994—1995), депутат Мажилиса Парламента Республики Казахстан IV и V созывoв, работал на заводе с 1972 по 1983 г.  инженером ОТК, а затем начальником центральной заводской лаборатории.